# Giuseppe Passalacqua
Giuseppe Passalacqua (Trieste, 26 février 1797 - Berlin, 18 avril 1865) est un collectionneur italien.

## Biographie
À l'origine vendeur de chevaux, il se rend en Égypte et y devient marchand d'antiquités. Il récolte une importante collection venant pour l'essentiel de Thèbes et qu'il expose en 1826 au 52, passage Vivienne à Paris.
Proposée pour 400 000 frs au gouvernement français, sa collection est finalement acquise pour 100 000 frs par Frédéric-Guillaume IV de Prusse qui l'achète pour le Musée de Berlin, Passalacqua y étant nommé conservateur à vie.

## Travaux
- Catalogue raisonné et historique des antiquités découvertes en Égypte, 1826